# Tangenziale Nord di Algeri
La tangenziale nord di Algeri (in francese: Rocade Nord de Alger), è un'autostrada dell'Algeria al servizio della città di Algeri. Mette in comunicazione il centro città ed il porto di Algeri con la rete autostradale del paese.

## Tabella percorso
| Tangenziale Nord di Algeri |                                                     |      |      |           |
| Tipo                       | Indicazione                                         | ↓km↓ | ↑km↑ | Provincia |
|                            | Strada nazionale 11 Algeri Centro - Porto di Algeri | 0,0  | ..   | Algeri    |
|                            | Strada nazionale 5                                  | ..   | ..   | Algeri    |
|                            | Tangenziale Est per la A1                           | 3,7  | ..   | Algeri    |
|                            | Rue Col. Menani                                     | ..   | ..   | Algeri    |
|                            | SAFEX                                               | ..   | ..   | Algeri    |
|                            | Strada nazionale 24                                 | 6,9  | ..   | Algeri    |
|                            | Bab Ezzouar                                         | ..   | ..   | Algeri    |
|                            | Tamaris                                             | ..   | ..   | Algeri    |
|                            | Bordj El Kiffan - Dar El Beïda                      | 10,5 | ..   | Algeri    |
|                            | Strada nazionale 5                                  | ..   | ..   | Algeri    |
|                            | 1a Tangenziale Sud per la A2                        | 14,2 | ..   | Algeri    |